# Neobisium odysseum
Espèce
Synonymes
- Obisium odysseum Beier, 1929

Neobisium odysseum est une espèce de pseudoscorpions de la famille des Neobisiidae.

## Distribution
Cette espèce est endémique de Corfou en Grèce. Elle se rencontre sur mont Pantokrátor dans une grotte.

## Description
L'holotype mesure 3,2 mm.

## Systématique et taxinomie
Cette espèce a été décrite sous le protonyme Obisium odysseum par Beier en 1929. Elle est placée dans le genre Neobisium par Beier en 1932.

## Publication originale
- Beier, 1929 : Zoologische Forschungsreise nach den Jonischen Inseln und dem Peloponnes. I. und II. Teil. Sitzungsberichte der Akademie der Wissenschaften in Wien, vol. 128, p. 425-456 (texte intégral).